# OQS-4
OQS-4は、日本電気が開発した探信儀（アクティブ・ソナー）。

## 来歴
第2次防衛力整備計画以降の対潜護衛艦（DDK）・多用途護衛艦（DDA）では、AN/SQS-23や66式探信儀 OQS-3といった低周波ソナーが採用されてきた。これはアスロックの最大射程を発揮しうる探知距離を備えていたものの、特に日本近海では、海洋環境の事情から、実際にはそのような長距離探知は少なく、数千ヤード程度という中距離での探知・攻撃が中心となっていた。
またこれらのソナーは、低周波ゆえに長距離探知を期待しうる一方で、その裏返しとして分解能が低く、探知が不安定なこともあり、ソナー探知距離内に存在する潜水艦を探知できないままに攻撃を受ける、「スリップ」と称される戦術現象の恐れが指摘されるようになっていた。このことから海上幕僚監部では、当初、昭和52年度計画の新型護衛艦（後のはつゆき型）の搭載ソナーとしては、アメリカ海軍のオリバー・ハザード・ペリー級ミサイルフリゲートで採用された中周波数（7.5キロヘルツ級）のAN/SQS-56を候補としていた。
しかし当時、日本では画期的な低周波ソナーである75式探信儀 OQS-101の開発が完了したばかりであり、その搭載艦を2隻にとどめて海外製品の輸入に転じることは、防衛装備上問題があると考えられた。またOQS-101の開発を通じて確立・蓄積された国内技術を活用すれば、新型機導入に伴うリスクを低減し、新規開発によることなく生産可能と見積もられたことから、AN/SQS-56の輸入ではなくこちらが選択されることになった。これによって開発されたのがOQS-4である。

## 設計
送受波器はOQS-101と同様のランジュバン型振動子だが、素子を独立型とすることで、素子故障時には当該素子のみを交換すれば済むようになり、整備性の向上も図られた。性能的にはAN/SQS-56とほぼ同程度であるが、予算上の制約のために送受波器の素子配列数を減らしており、例えば垂直方向の配列は6段とされた。この結果、音響ビームの指向性が水平・垂直とも相対的に劣り、要求通りの性能が発揮しにくいという問題があり、あさぎり型後期型の装備機では一部是正が図られた。
装備要領は、OQS-3やOQS-101が艦首装備式（バウ・ドーム）であったのに対し、OQS-4でははたかぜ型を除き艦底装備式（ハル・ドーム）となっている。ハル・ドームは、52DD搭載のOQS-4では従来通りの全鋼製とされたが、58DD搭載のOQS-4Aではラバー・ドーム化され、以後の護衛艦用ソナーではラバー・ドームが標準となった。
本機の最大の特徴がデジタル化の導入で、OQS-101で一部に留められていたのに対して、大幅に拡大された。後に完全デジタル化されて開発されたOQS-102やOQS-5ほどではなく、過渡期的なものであったが、主要構成部を半導体化することで小型軽量化が図られている。また一部デジタル化の恩恵として、信号処理技術の向上と処理信号量の増加がもたらされ、表示形式は、従来のPPI方式のほかAスコープやBスコープが追加されて、操作性・探知性の向上が図られた。このように信号処理性能が向上し、特にFM送振に対応したことで探知性能は大きく向上しており、日米共同訓練で海自と米海軍が同一の目標を追跡する場合、OQS-3を使用していた時代には常に米海軍が初探知を得ていたのに対し、本機の搭載艦では米海軍に先駆けて初探知を得ることもできるようになった。またあさぎり型の最終艦（61DD）ではOYQ-101 対潜情報処理装置（ASWDS）と連接された。

## 搭載艦
- はつゆき型護衛艦（52〜57DD）
- あさぎり型護衛艦（58〜61DD）
- たちかぜ型護衛艦「さわかぜ」（53DDG）
- はたかぜ型護衛艦（56/58DDG）